# Provincia di Omasuyos
La provincia di Omasuyos è una delle 20 province del dipartimento di La Paz nella Bolivia occidentale. Il capoluogo è la città di Achacachi.
Al censimento del 2001 possedeva una popolazione di 85.702 abitanti.

## Geografia antropica

### Suddivisioni amministrative
La provincia è suddivisa in 2 comuni:
- Achacachi
- Ancoraimes